# Stortjärnen (Ramsjö socken, Hälsingland, 690366-150149)
Stortjärnen är en sjö i Ljusdals kommun i Hälsingland och ingår i Delångersåns huvudavrinningsområde. Sjön har en area på 0,0222 kvadratkilometer och ligger 384,1 meter över havet.

## Delavrinningsområde
Stortjärnen ingår i det delavrinningsområde (690368-150172) som SMHI kallar för Utloppet av Stortjärnen. Medelhöjden är 390 meter över havet och ytan är 0,25 kvadratkilometer. Det finns inga avrinningsområden uppströms utan avrinningsområdet är högsta punkten. Vattendraget som avvattnar avrinningsområdet har biflödesordning 3, vilket innebär att vattnet flödar genom totalt 3 vattendrag innan det når havet efter 133 kilometer. Avrinningsområdet består mestadels av skog (100 procent).